# 日本の端の一覧
 離島を含む日本の東西南北端（沖ノ鳥島、南鳥島は省略）

 本土の東西南北端

 自由に到達可能な東西南北端

 北海道

 本州

 四国

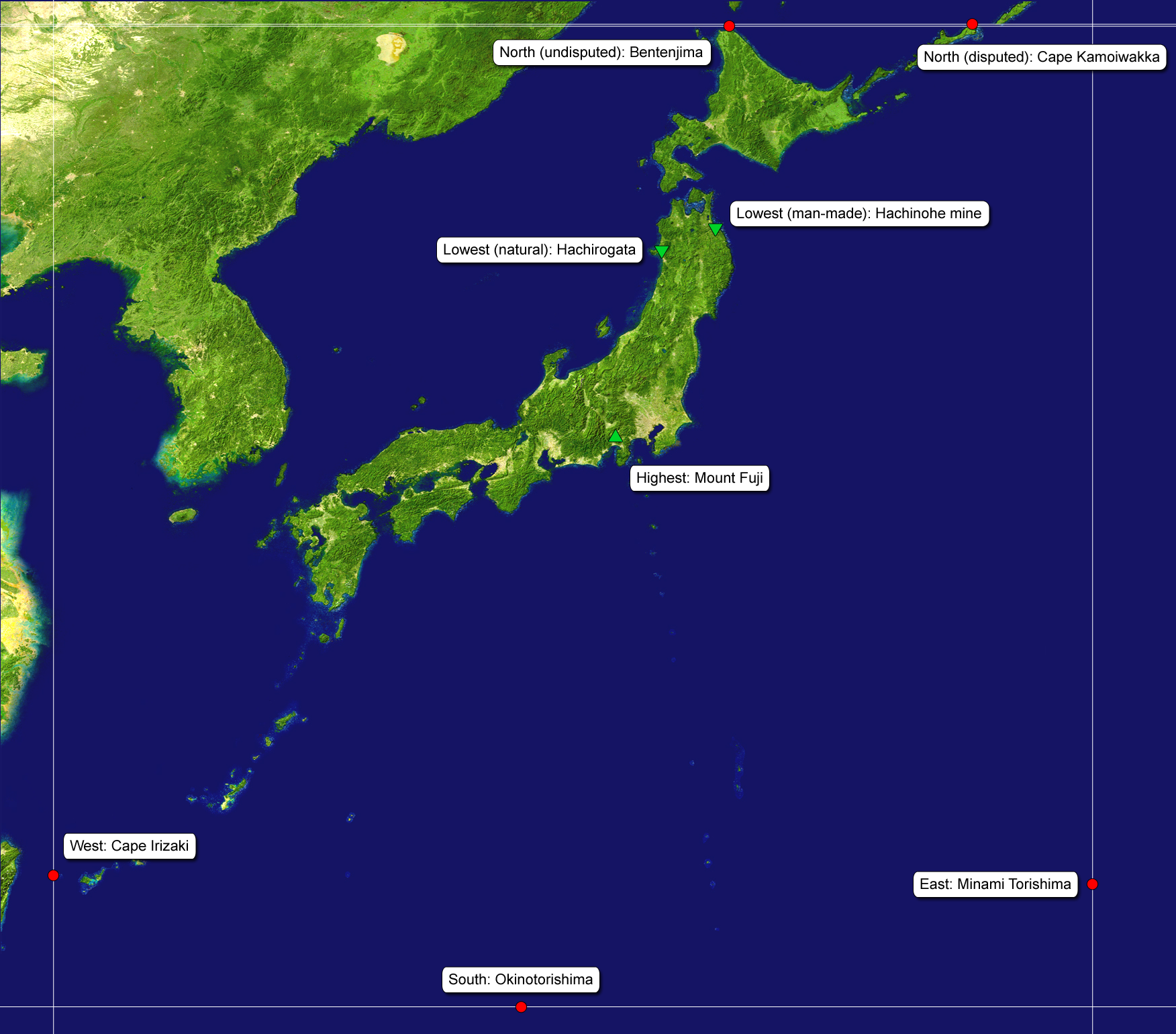
日本の端の一覧

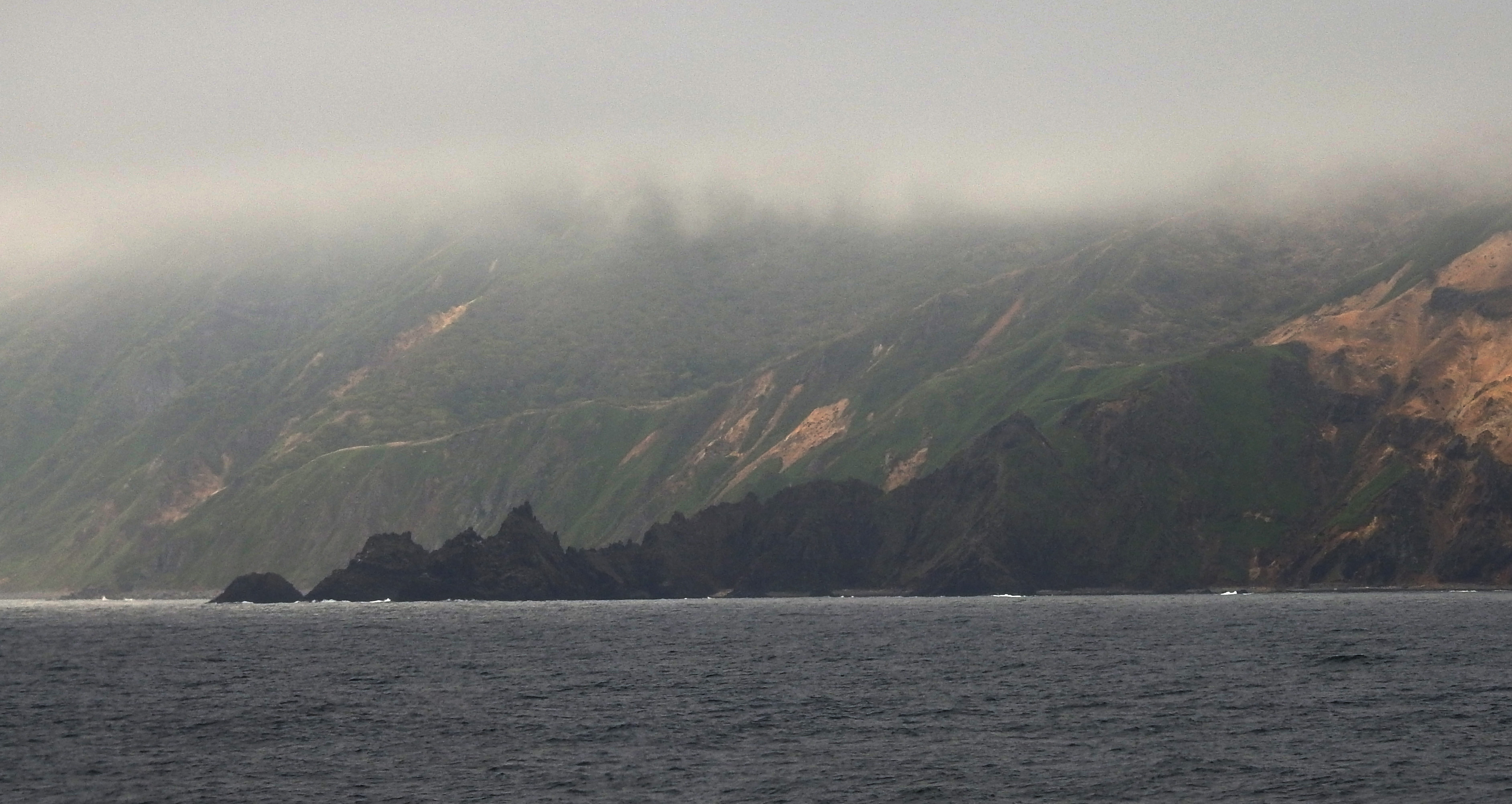
カモイワッカ岬

日本の端の一覧（にほんのはしのいちらん）は、日本の領土の東西南北端の一覧である。
なお本項では日本の自治体における東西南北端についても記述する。

## 離島を含む日本の東西南北端
離島を含む日本における東西南北端。
最北端

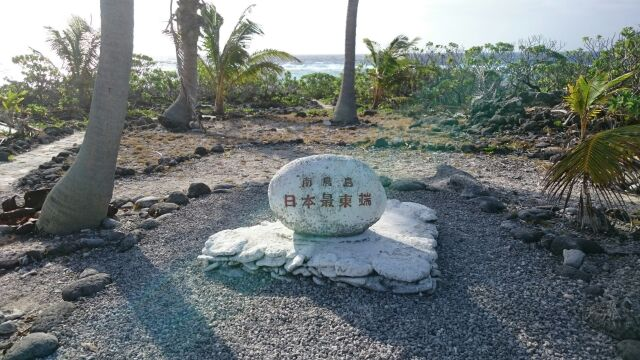
日本最東端の碑（南鳥島）

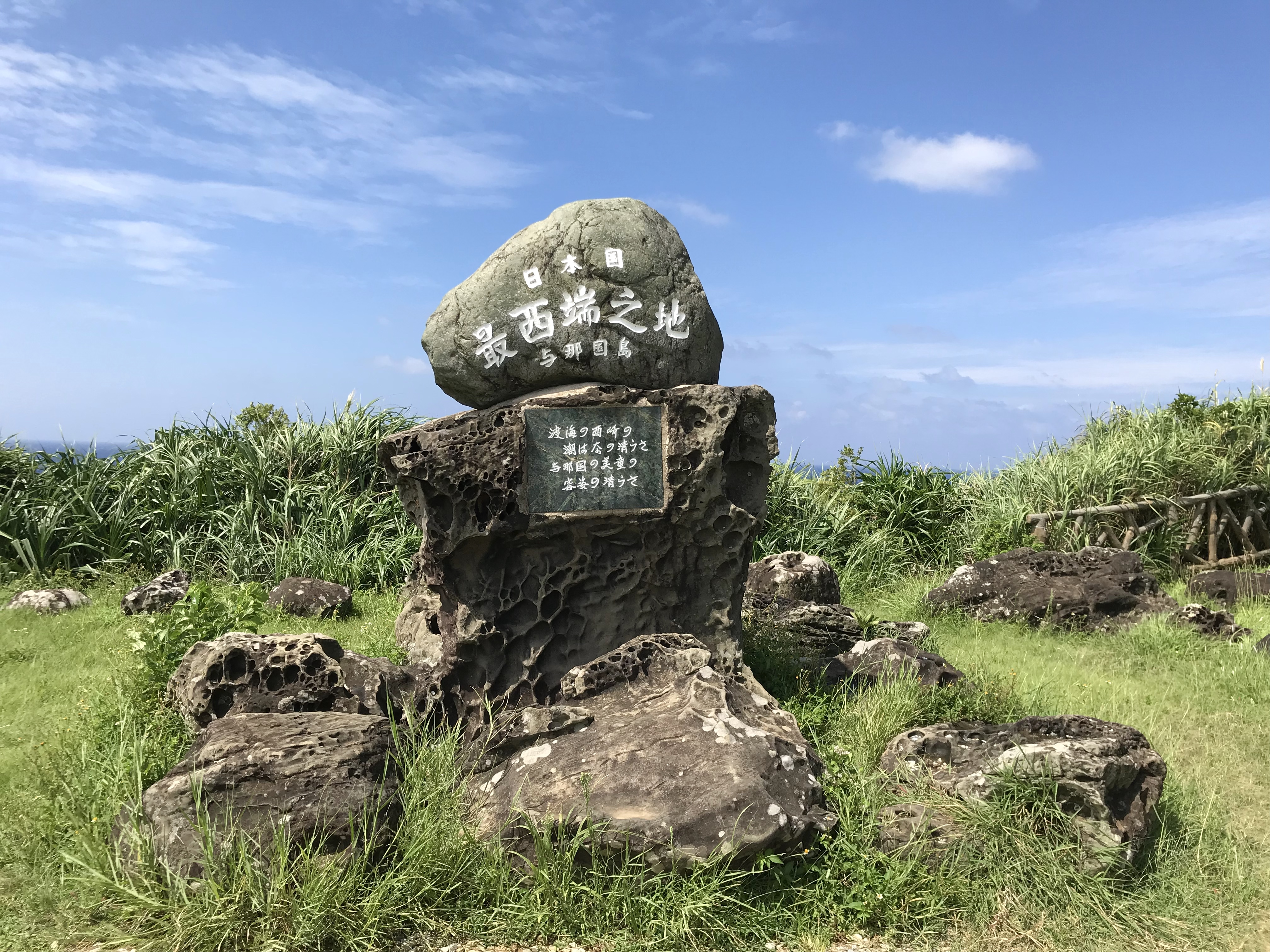
日本国最西端之地碑（与那国島）

- 択捉島・カモイワッカ岬（北海道蘂取郡蘂取村 北緯45度33分28秒 東経148度45分14秒 / 北緯45.55778度 東経148.75389度）

日本が領有権を主張している範囲の最北端である。1946年（昭和21年）2月2日からロシア（当時はソビエト連邦）が実効支配しており、民間人はビザなし交流、またはロシア経由で渡航が可能である。ロシア経由の査証渡航については、ロシアの主権を認める行為であるため、日本政府は自粛を呼びかけている。
- 弁天島（北海道稚内市 北緯45度31分35秒 東経141度55分9秒 / 北緯45.52639度 東経141.91917度）

現在の日本の施政下での最北端である。宗谷岬沖の岩礁で、通常の交通手段で訪れることが出来ない。最西端のトゥイシと並び、自由に到達可能な地点(後述)から観望可能な、日本の施政権が及ぶ端部である。
最南端
- 沖ノ鳥島・北小島（東京都小笠原村 北緯20度25分30.6585秒 東経136度4分11.1766秒 / 北緯20.425182917度 東経136.069771278度）

数十 cmの露岩2つからなる島である。浸食保護のため日本政府の管理下に置かれており、民間人が上陸することは困難である。
最東端
- 南鳥島・坂本崎（東京都小笠原村 北緯24度16分59秒 東経153度59分12秒 / 北緯24.28306度 東経153.98667度）

島に施設を有する海上自衛隊と気象庁の職員のみが上陸可能で、それ以外は工事関係者や研究者に限られるため、上陸には特別な許可が必要である。
最西端
- トゥイシ（沖縄県八重山郡与那国町 北緯24度27分5秒 東経122度55分57秒 / 北緯24.45139度 東経122.93250度[2]）

与那国島の沖合にある岩。
自由に到達可能な地点から観望できる、唯一の正式な端部である。

## 自由に到達可能な東西南北端

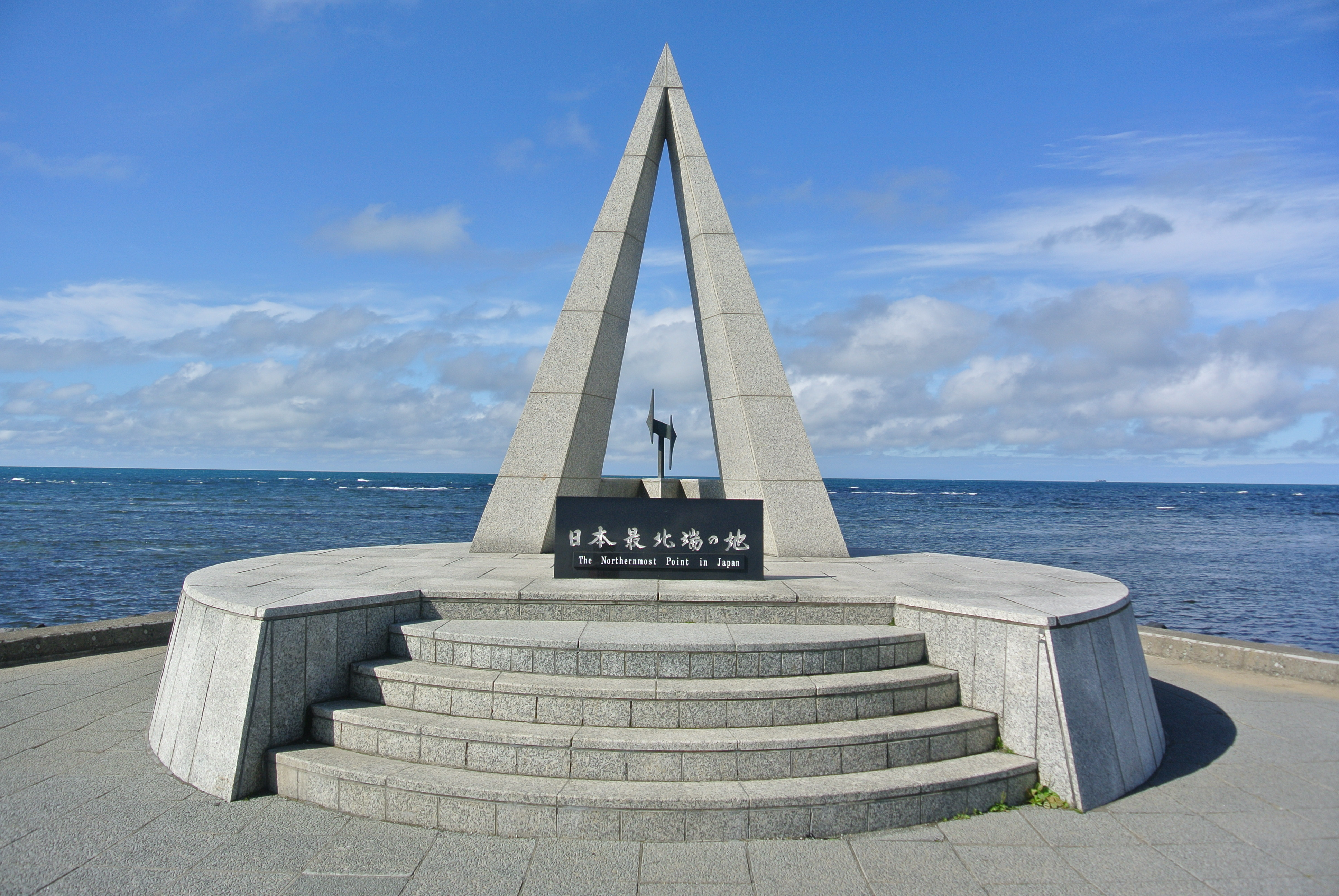
日本最北端の地の碑

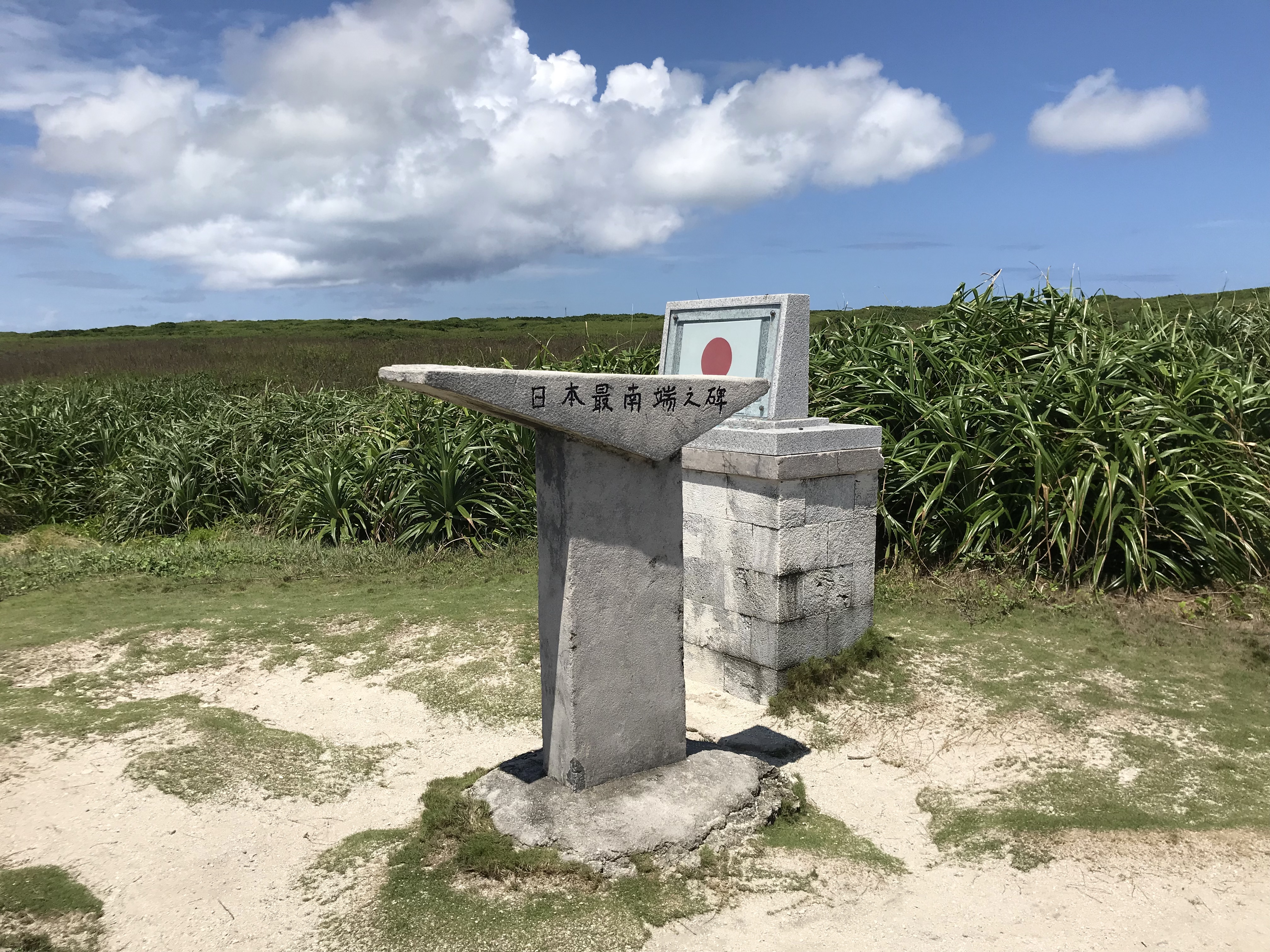
波照間島・高那崎

- 離島にある場合は、徒歩を含む陸上交通、定期航路または定期航空路線の組合せにより到達可能なこと[注 1]。
- その地点またはそこへ至る経路において、民間人の立ち入りが常時制限されないこと。

上記の条件を満たす日本の東西南北端は次の通りである。
最北端
- 宗谷岬（北海道稚内市 北緯45度31分22秒 東経141度56分12秒 / 北緯45.52278度 東経141.93667度）

日本の本土の最北端でもある。
最南端
- 波照間島・高那崎（沖縄県八重山郡竹富町 北緯24度2分59.3秒 東経123度48分18.2秒 / 北緯24.049806度 東経123.805056度）

無人島を含まない日本の最南端でもある。
最東端
- 納沙布岬（北海道根室市 北緯43度23分6.2秒 東経145度48分58.6秒 / 北緯43.385056度 東経145.816278度）

日本の本土の最東端でもある。
最西端
- 与那国島・西崎（沖縄県八重山郡与那国町 北緯24度26分58秒 東経122度56分1秒 / 北緯24.44944度 東経122.93361度）

無人島を含まない日本の最西端でもある。長らく最西端とされてきたが、2019年に基本図とされる国土地理院の2万5千分の1地形図が改訂され、与那国島の北北西約260mに位置するトゥイシが最西端の地点となった。

## 日本の本土の東西南北端

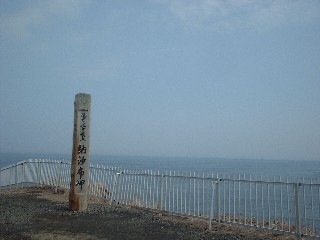
納沙布岬

日本の法律で「本土」に関する定義を有するのは離島航路整備法のみで、同法では沖縄本島を含めない北海道、本州、四国、九州の4島を本土としている。一方、一般的には北海道、本州、四国、九州に沖縄本島を加えた5島を「本土」とすることが多く、国土交通省のウェブサイトでは「本土」自体は定義していないものの北海道、本州、四国、九州、沖縄本島の5島を除く島嶼を離島としている。
ここでは、両方の場合の東西南北端を挙げる。
最北端
- 宗谷岬（北海道稚内市 北緯45度31分22秒 東経141度56分12秒 / 北緯45.52278度 東経141.93667度）

最南端
- 沖縄本島を含める場合 - 荒崎（沖縄県糸満市 北緯26度4分30秒 東経127度40分51秒 / 北緯26.07500度 東経127.68083度）
- 沖縄本島を含めない場合 - 佐多岬（鹿児島県肝属郡南大隅町 北緯30度59分42秒 東経130度39分42秒 / 北緯30.99500度 東経130.66167度）

最東端
- 納沙布岬（北海道根室市 北緯43度23分6.2秒 東経145度48分58.6秒 / 北緯43.385056度 東経145.816278度）

最西端
- 沖縄本島を含める場合 - 大嶺崎（沖縄県那覇市 北緯26度11分55秒 東経127度38分11秒 / 北緯26.19861度 東経127.63639度）
- 沖縄本島を含めない場合 - 神崎鼻（長崎県佐世保市 北緯33度12分51秒 東経129度33分17秒 / 北緯33.21417度 東経129.55472度）

## かつての東西南北端

### 大日本帝国の東西南北端

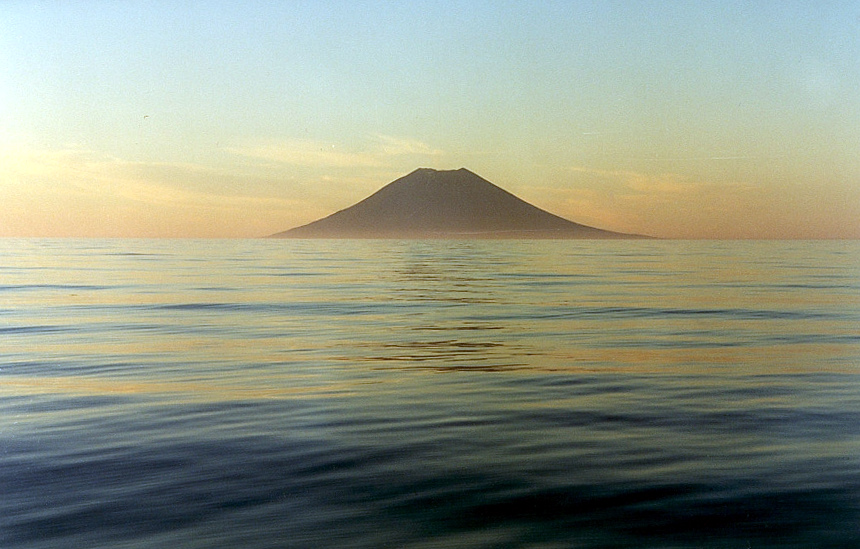
阿頼度島

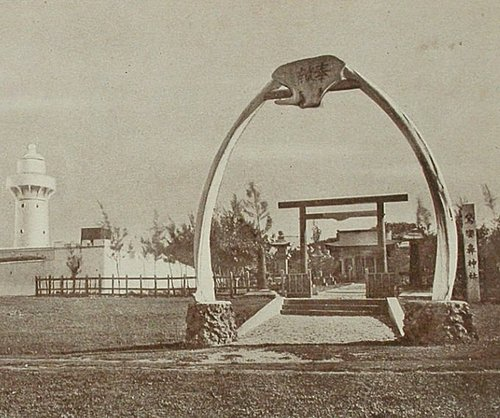
鵞鑾鼻神社

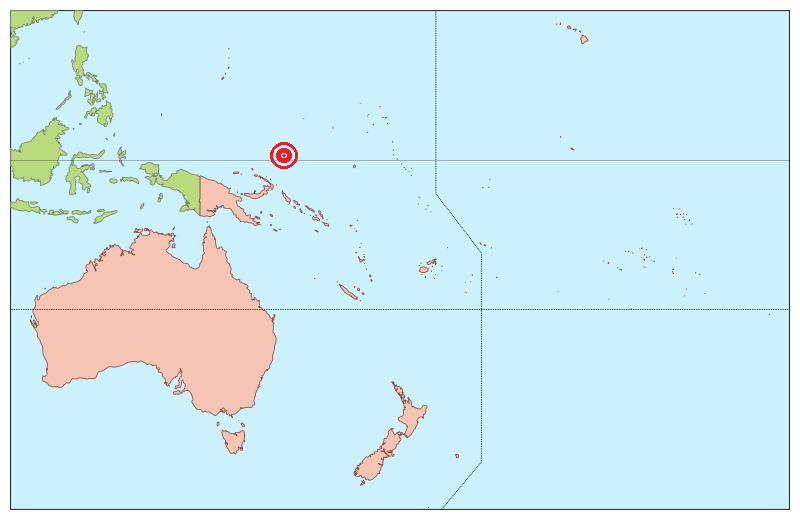
カピンガマランギ環礁の位置

大日本帝国の国土のうち、領土、租借地、委任統治区域の東西南北端。第二次世界大戦による占領地は含めない。

#### 1875年（明治8年）5月7日 樺太・千島交換条約締結まで
最北端
- 鵞小門岬（がおとみさき 北緯54度20分 東経142度42分 / 北緯54.333度 東経142.700度）

樺太の最北端。ロシア語名はエリザベス岬。樺太・千島交換条約が結ばれるまで樺太は日露混住の地とされていた。

#### 1875年（明治8年）5月7日 樺太・千島交換条約締結以降
最北端
- 最北埼（さいほくざき 北緯50度55分30秒 東経155度32分0秒 / 北緯50.92500度 東経155.53333度） 北海道根室支庁占守郡阿頼度島

1875年（明治8年）5月7日に樺太・千島交換条約が結ばれ、千島列島の最北端が日本の最北端となった。
最東端
- 小泊崎（こどまりさき 北緯50度50分 東経156度30分 / 北緯50.833度 東経156.500度） 北海道根室支庁占守郡占守島

1875年（明治8年）5月7日の樺太・千島交換条約により、日本の領土となった。国端崎が最東端と誤解されることもあるが、小泊崎の方が国端崎よりもわずかに東に位置している。

#### 1895年（明治28年）4月17日 下関条約締結以降
最南端
- 鵞鑾鼻（がらんぴ 北緯21度54分 東経120度51分 / 北緯21.900度 東経120.850度 現：鵝鑾鼻） 高雄州恒春郡恒春街（現：台湾屏東県恒春鎮）

1895年（明治28年）4月17日の下関条約によって台湾が日本に割譲されたため、日本の最南端となった。
最西端
- 花嶼（中国語版）（かしょ 北緯23度24分 東経119度19分 / 北緯23.400度 東経119.317度） 澎湖庁望安庄（現：台湾澎湖県望安郷）

澎湖諸島最西端の島。1895年（明治28年）4月17日の下関条約によって澎湖諸島が日本に割譲されたため、日本の最西端となった。

#### 1919年（大正8年）6月28日 ヴェルサイユ条約締結以降
最南端
- カピンガマランギ環礁（北緯1度4分 東経154度47分 / 北緯1.067度 東経154.783度） 南洋庁ポナペ支庁（現：ミクロネシア連邦ポンペイ州）

1919年（大正8年）6月28日に調印されたヴェルサイユ条約により、日本は赤道以北のドイツ領ニューギニアを委任統治することとなった。カピンガマランギ環礁は、内南洋群島と名付けられた委任統治領の最南端に位置し、委任統治領を含む日本の最南端であった。また、現在のミクロネシア連邦の最南端でもある。
最東端
- ノックス環礁 （北緯5度54分30秒 東経172度9分0秒 / 北緯5.90833度 東経172.15000度）南洋庁ヤルート支庁（現：マーシャル諸島共和国ミリ環礁地区）

1919年（大正8年）6月28日調印のヴェルサイユ条約により南洋諸島が日本の委任統治領となったため、委任統治領を含む日本の最東端となった。現在のマーシャル諸島共和国の最東端でもある。

#### 1931年（昭和6年）7月6日 内務省告示第百六十三号以降
最南端
- 沖ノ鳥島（東京都小笠原支庁 北緯20度25分 東経136度4分 / 北緯20.417度 東経136.067度）

1931年（昭和6年）7月6日の「内務省告示第百六十三号」により日本に編入され、委任統治領を除く日本の最南端となった。

#### 1938年（昭和13年）12月23日 外甲第116号閣議決定以降
最西端
- 西鳥島（にしとりしま 北緯8度38分30秒 東経111度55分55秒 / 北緯8.64167度 東経111.93194度） 高雄州高雄市（現：ベトナム社会主義共和国カインホア省チュオンサ県チュオンサ島）

新南群島（現在の南沙諸島）の一部。1938年（昭和13年）12月23日外甲第116号閣議決定から、1952年（昭和27年）4月28日にサンフランシスコ講和条約が発効するまで日本が高雄市の一部として領有していた。

### 第二次世界大戦後の東西南北端
1946年（昭和21年）のSCAPIN-677によって日本国政府の施政権が停止されてからの東端・南端・西端を記す。

#### 1946年（昭和21年）3月22日伊豆諸島復帰まで
最南端
- 屋久島浦崎（鹿児島県熊毛郡屋久町 北緯30度13分38秒 東経130度31分20秒 / 北緯30.22722度 東経130.52222度）

最東端
- 択捉島ラッキベツ岬 - ただしソ連の占領下にあった（現在もロシアの実効支配下にある）。
- 納沙布岬 - 日本が実効支配している中での最東端であった。

最西端
- 肥前鳥島（長崎県五島市 北緯32度14分37秒 東経128度6分16秒 / 北緯32.24361度 東経128.10444度） - SCAPIN-677が出る前から最西端であった。

#### 1952年（昭和27年）2月10日トカラ列島復帰まで
最南端
- 孀婦岩（東京都伊豆諸島 北緯29度47分39秒 東経140度20分31秒 / 北緯29.79417度 東経140.34194度） - なお、民間人が到達可能な最南端は屋久島のままであった。

#### 1953年（昭和28年）12月25日奄美群島復帰まで
最南端
- 横当島（鹿児島県鹿児島郡十島村 北緯28度48分 東経128度59分 / 北緯28.800度 東経128.983度）
- 宝島（鹿児島県鹿児島郡十島村 北緯29度8分45秒 東経129度12分30秒 / 北緯29.14583度 東経129.20833度） - 無人島を含まない最南端。

#### 1968年（昭和43年）6月26日小笠原諸島復帰まで
最南端
- 与論島（鹿児島県大島郡与論町 北緯27度2分40秒 東経128度25分2秒 / 北緯27.04444度 東経128.41722度）

#### 1972年（昭和47年）5月15日沖縄復帰まで
最南端
- 沖ノ鳥島
- 母島小富士（東京都小笠原村 北緯26度36分31秒 東経142度10分42秒 / 北緯26.60861度 東経142.17833度） - 民間人が到達可能な最南端。

最東端
- 南鳥島

#### 2019年（令和元年）6月 国土地理院の2万5千分の1地形図の改訂まで
最西端
- 与那国島・西崎

## 本土各島の東西南北端
本土各島（北海道、本州、四国、九州、沖縄本島の5島）の東西南北端。また、ここでは立ち入り制限や交通については原則として考慮しない。

### 北海道

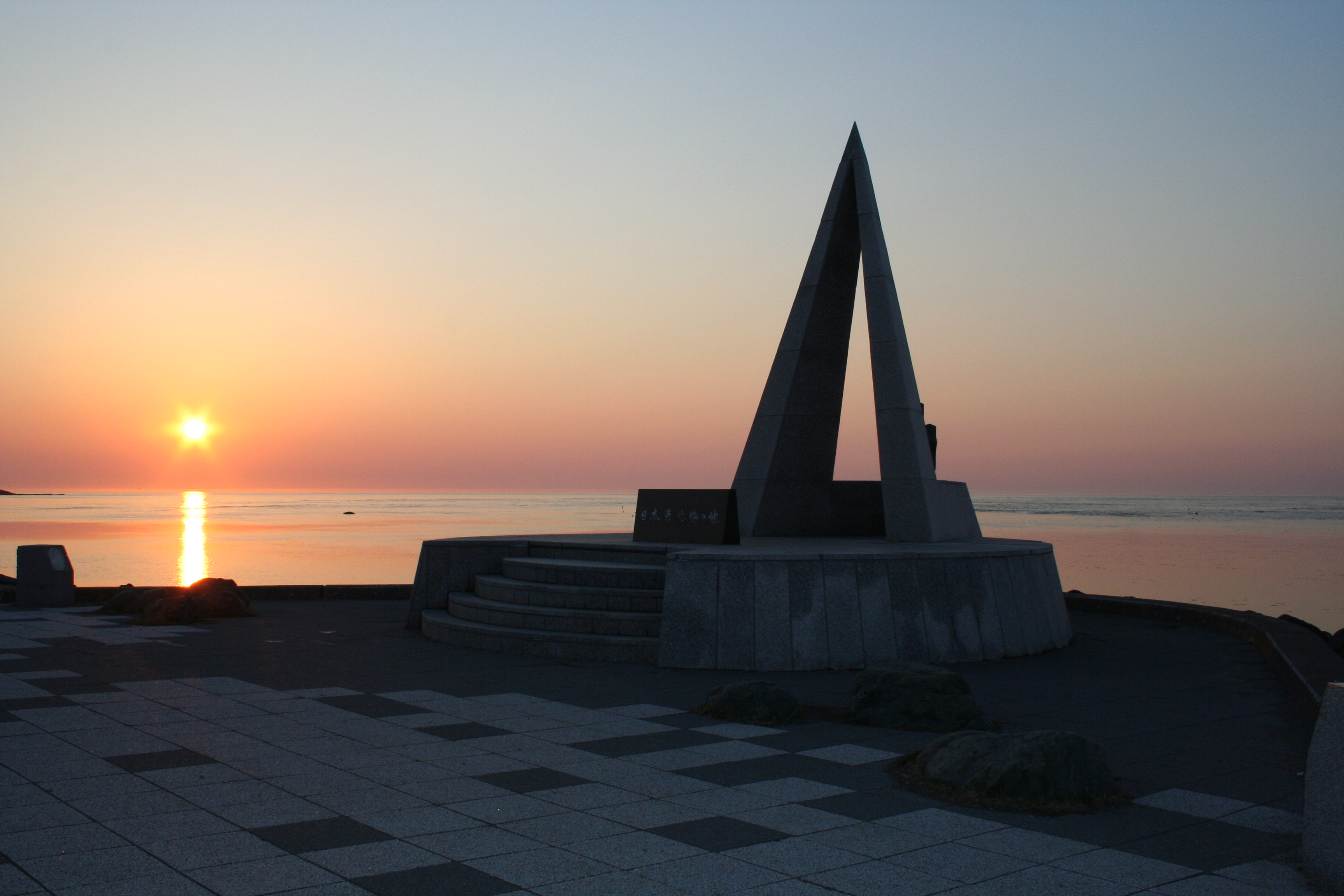
宗谷岬

最北端
- 宗谷岬（北海道稚内市）

最南端
- 白神岬（北海道松前郡松前町）

最東端
- 納沙布岬（北海道根室市）

最西端
- 舟隠（北海道久遠郡せたな町）

尾花岬が西端とされる事も多い。尾花岬、舟隠とも通常の交通手段で訪れることは困難である。

### 本州

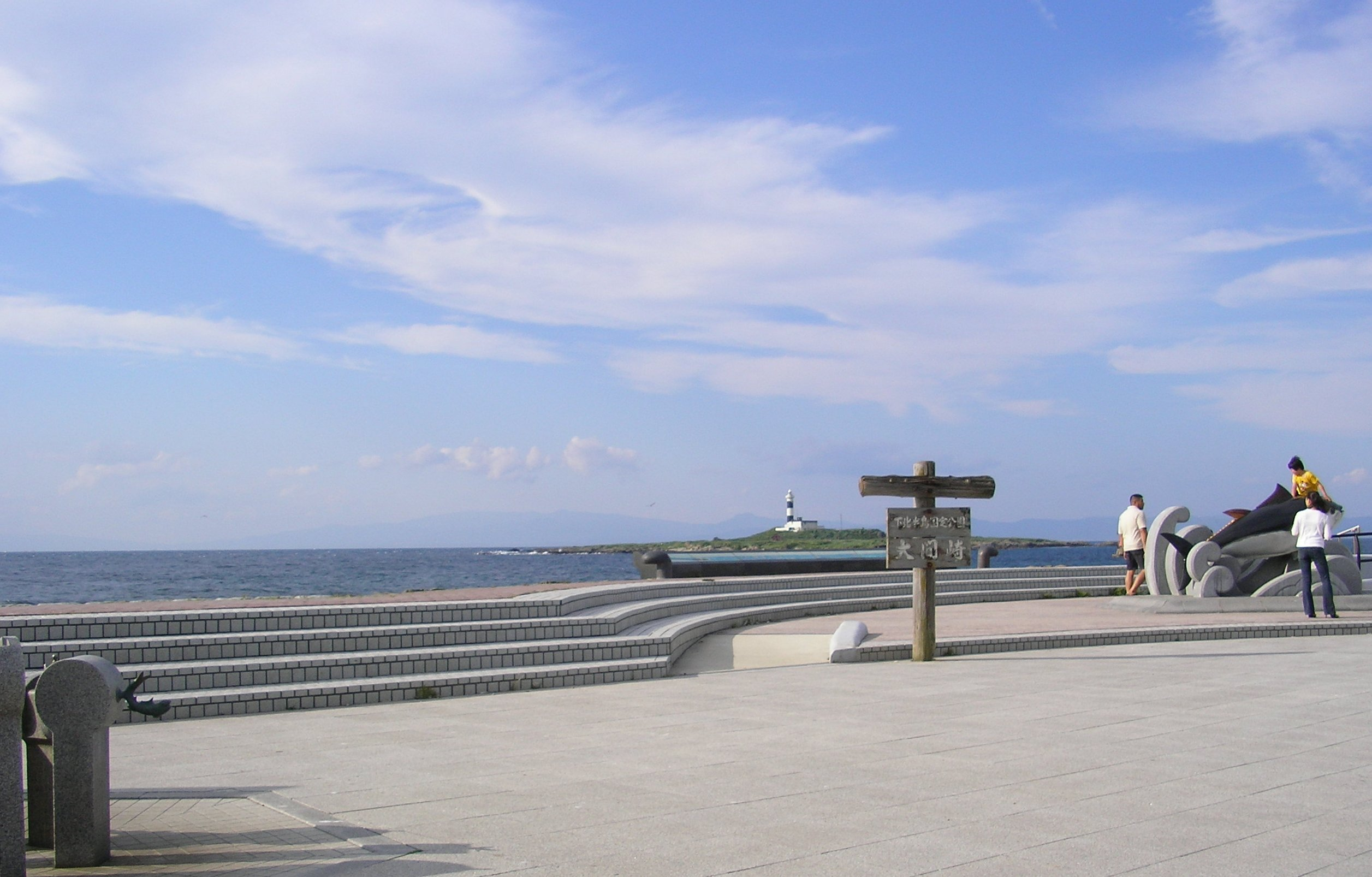
大間崎

最北端
- 大間崎（青森県下北郡大間町）

なお、二ツ石地区の防波堤突端が、大間崎より北にある。
最南端
- クレ崎（和歌山県東牟婁郡串本町）

潮岬からさらに南へ崖を下った岩礁。
最東端
- 魹ヶ崎（岩手県宮古市）

最西端
- 毘沙ノ鼻（山口県下関市）

### 四国

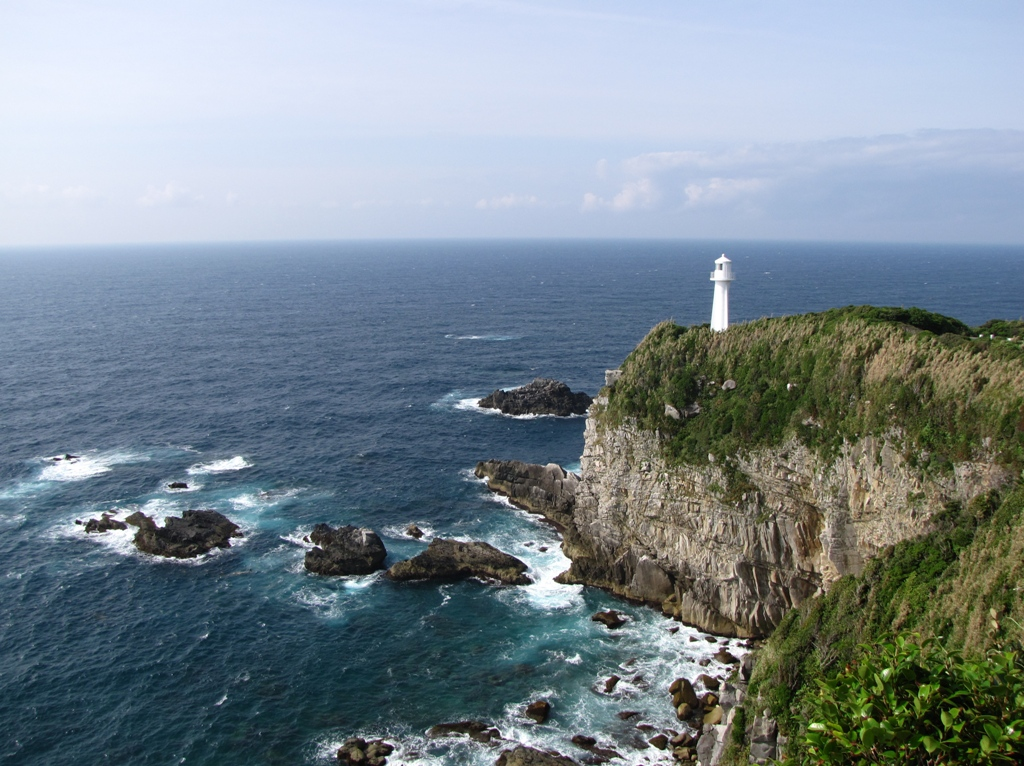
足摺岬

最北端
- 竹居観音岬（香川県高松市）

なお、竹居海水浴場を挟んで一つ西にある岬（北緯34度24分1秒 東経134度8分11秒 / 北緯34.40028度 東経134.13639度）が、竹居観音岬より北にある。
最南端
- 足摺岬（高知県土佐清水市）

なお同地区において、足摺岬灯台がある足摺岬の西方にある長碆が、灯台よりも南にある。
最東端
- 蒲生田岬（徳島県阿南市）

最西端
- 佐田岬（愛媛県西宇和郡伊方町）

### 九州
最北端

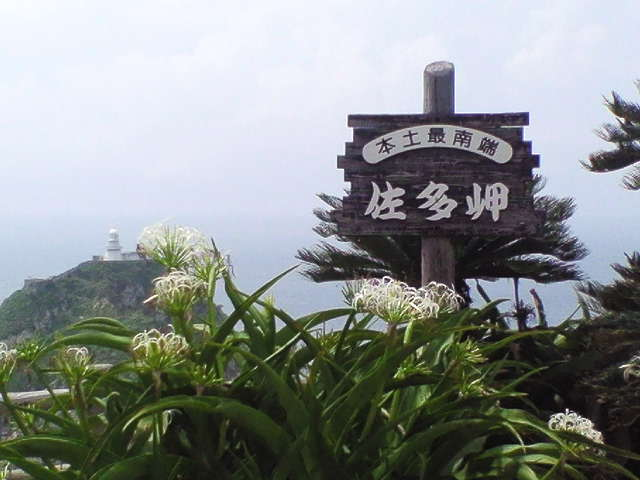
佐多岬

- 門司港・太刀浦コンテナターミナル（福岡県北九州市）

なお同ターミナル突端は立入禁止であり、南南西に約200mの地点が公道最北端である。
自然海岸線上の最北端は潮見鼻である。
最南端
- 佐多岬（鹿児島県肝属郡南大隅町）

最東端
- 鶴御崎（大分県佐伯市）

最西端
- 神崎鼻（長崎県佐世保市 北緯33度12分51秒 東経129度33分17秒 / 北緯33.21417度 東経129.55472度）

### 沖縄本島
最北端
- 辺戸岬（沖縄県国頭郡国頭村）

最南端
- 荒崎（沖縄県糸満市）

最東端
- 瀬嵩埼（沖縄県国頭郡国頭村）

最西端
- 大嶺崎（沖縄県那覇市）

## 日本の東西南北端の自治体

### 都道府県
都道府県庁の位置にかかわらず、東西南北端の場所を行政区域に含む都道府県。
最北端の都道府県
- 北海道

最南端かつ最東端の都道府県
- 東京都

最西端の都道府県
- 沖縄県

### 市町村
最北端の市町村
- 北海道蘂取郡蘂取村（日本の領有権主張範囲として。ただしロシアの実効支配下）
- 北海道稚内市（現在の日本の施政下として）

最南端の市町村
- 東京都小笠原村（市町村域全体を比較した場合）
- 沖縄県八重山郡竹富町（市役所・町村役場の位置を比較した場合。なお町役場は町外の石垣市に所在）

最東端の市町村
- 東京都小笠原村（市町村域全体を比較した場合）
- 北海道蘂取郡蘂取村（市役所・町村役場の位置を比較した場合。ただしロシアの実効支配下）
- 北海道根室市（市役所・町村役場の位置を比較した場合で、現在の日本の施政下として）

最西端の市町村
- 沖縄県八重山郡与那国町

### 市
最北端の市
- 北海道稚内市

最東端の市
- 北海道根室市

最西端かつ最南端の市
- 沖縄県石垣市

### 町
最北端の町
- 北海道礼文郡礼文町

最南端の町
- 沖縄県八重山郡竹富町

最東端の町
- 北海道野付郡別海町（町域として）
- 北海道目梨郡羅臼町（町役場の位置として）

最西端の町
- 沖縄県八重山郡与那国町

### 村
最北端の村
- 北海道蘂取郡蘂取村（ロシアの実効支配下）
- 北海道宗谷郡猿払村（現在の日本の施政下として）

最南端の村
- 東京都小笠原村（村域として）
- 沖縄県宮古郡多良間村（村役場の位置として）

最東端の村
- 東京都小笠原村（村域として）
- 北海道蘂取郡蘂取村（村役場の位置として。ただしロシアの実効支配下）
- 北海道阿寒郡鶴居村（現在の日本の施政下の村役場の位置として）

最西端の村
- 沖縄県宮古郡多良間村

## 都道府県の東西南北端の自治体
各都道府県の内陸部における端の自治体を記述（政令指定都市の場合は自治体と行政区を記述）。ただし内陸部と自治体が異なる離島が端に当たる場合は、離島の自治体も記述する。
| 都道府県 | 最東端               | 最西端               | 最南端               | 最北端               | 備考                           |
| -------- | -------------------- | -------------------- | -------------------- | -------------------- | ------------------------------ |
| 北海道   | 根室市               | せたな町             | 松前町               | 稚内市               | 北方領土は除く                 |
| 北海道   | -                    | 松前町（渡島大島）   | -                    | -                    | 北方領土は除く                 |
| 青森県   | 階上町               | 深浦町               | 田子町               | 大間町               |                                |
| 岩手県   | 宮古市               | 西和賀町             | 一関市               | 洋野町               |                                |
| 宮城県   | 気仙沼市             | 七ヶ宿町             | 丸森町               | 気仙沼市             |                                |
| 秋田県   | 鹿角市               | 男鹿市               | 湯沢市               | 小坂町               |                                |
| 山形県   | 最上町               | 鶴岡市               | 米沢市               | 遊佐町               |                                |
| 山形県   | -                    | 酒田市（御積島）     | -                    | 酒田市（飛島）       |                                |
| 福島県   | 浪江町               | 只見町               | 矢祭町               | 福島市               |                                |
| 茨城県   | 神栖市               | 古河市               | 神栖市               | 北茨城市             |                                |
| 栃木県   | 那珂川町             | 日光市               | 栃木市               | 那須塩原市           |                                |
| 群馬県   | 板倉町               | 嬬恋村               | 上野村               | みなかみ町           |                                |
| 埼玉県   | 三郷市               | 秩父市               | 新座市               | 上里町               |                                |
| 千葉県   | 銚子市               | 館山市               | 南房総市             | 野田市               |                                |
| 千葉県   | -                    | 富津市（第二海堡）   | -                    | -                    |                                |
| 東京都   | 江戸川区             | 奥多摩町             | 町田市               | 奥多摩町             |                                |
| 東京都   | 小笠原村（南鳥島）   | 小笠原村（沖ノ鳥島） | 小笠原村（沖ノ鳥島） | -                    |                                |
| 神奈川県 | 川崎市川崎区         | 山北町               | 三浦市               | 相模原市緑区         |                                |
| 新潟県   | 村上市               | 糸魚川市             | 湯沢町               | 村上市               |                                |
| 富山県   | 朝日町               | 南砺市               | 南砺市               | 朝日町               |                                |
| 石川県   | 珠洲市               | 加賀市               | 白山市               | 珠洲市               |                                |
| 石川県   | -                    | -                    | -                    | 輪島市（舳倉島）     |                                |
| 福井県   | 大野市               | 高浜町               | おおい町             | あわら市             |                                |
| 山梨県   | 上野原市             | 南アルプス市         | 南部町               | 北杜市               |                                |
| 長野県   | 川上村               | 王滝村               | 根羽村               | 未定※                | ※境界未定地域 （飯山市と栄村） |
| 岐阜県   | 高山市               | 揖斐川町             | 海津市               | 飛騨市               |                                |
| 静岡県   | 伊東市               | 湖西市               | 御前崎市             | 静岡市葵区           |                                |
| 静岡県   | 熱海市（初島）       | -                    | 下田市（神子元島）   | -                    |                                |
| 愛知県   | 豊根村               | 愛西市               | 田原市               | 犬山市               |                                |
| 三重県   | 鳥羽市               | 熊野市               | 紀宝町               | いなべ市             |                                |
| 滋賀県   | 東近江市             | 高島市               | 甲賀市               | 長浜市               |                                |
| 京都府   | 南山城村             | 京丹後市             | 木津川市             | 京丹後市             |                                |
| 大阪府   | 枚方市               | 岬町                 | 岬町                 | 能勢町               |                                |
| 兵庫県   | 川西市               | 上郡町               | 神戸市垂水区         | 豊岡市               |                                |
| 兵庫県   | -                    | -                    | 南あわじ市（沼島）   | -                    |                                |
| 奈良県   | 御杖村               | 野迫川村             | 十津川村             | 生駒市               |                                |
| 和歌山県 | 北山村※              | 日高町               | 串本町               | 橋本市               | ※飛地。本地では新宮市          |
| 和歌山県 | -                    | 和歌山市（沖ノ島）   | -                    | -                    |                                |
| 鳥取県   | 若桜町               | 日南町               | 日南町               | 岩美町               |                                |
| 島根県   | 松江市               | 津和野町             | 吉賀町               | 松江市               |                                |
| 島根県   | 隠岐の島町（島後）   | -                    | -                    | 隠岐の島町（竹島）※  | ※竹島の次位は島後              |
| 岡山県   | 美作市               | 新見市               | 倉敷市               | 鏡野町               |                                |
| 岡山県   | -                    | -                    | 笠岡市（六島）       | -                    |                                |
| 広島県   | 福山市               | 廿日市市             | 呉市                 | 庄原市               |                                |
| 山口県   | 岩国市               | 下関市               | 上関町               | 萩市                 |                                |
| 山口県   | 周防大島町（諸島）   | -                    | -                    | -                    |                                |
| 徳島県   | 阿南市               | 三好市               | 海陽町               | 鳴門市               |                                |
| 香川県   | 東かがわ市           | 三豊市               | 観音寺市             | 高松市               |                                |
| 香川県   | -                    | 観音寺市（股島）     | -                    | 小豆島町（小豆島）   |                                |
| 愛媛県   | 四国中央市           | 伊方町               | 愛南町               | 今治市               |                                |
| 愛媛県   | -                    | -                    | -                    | 上島町（百貫島）     |                                |
| 高知県   | 東洋町               | 四万十市             | 土佐清水市           | 大豊町               |                                |
| 高知県   | -                    | 宿毛市（鵜来島）     | 宿毛市（沖の島）     | -                    |                                |
| 福岡県   | 上毛町               | 糸島市               | 大牟田市             | 北九州市門司区       |                                |
| 福岡県   | -                    | -                    | -                    | 宗像市（沖ノ島）     |                                |
| 佐賀県   | 鳥栖市               | 伊万里市             | 太良町               | 唐津市               |                                |
| 佐賀県   | -                    | 唐津市（馬渡島）     | -                    | -                    |                                |
| 長崎県   | 島原市               | 平戸市               | 長崎市               | 松浦市               |                                |
| 長崎県   | -                    | 五島市（肥前鳥島）   | 五島市（女島）       | 対馬市（三ッ島）     |                                |
| 熊本県   | 高森町               | 水俣市               | 人吉市               | 小国町               |                                |
| 熊本県   | -                    | 天草市（沖の瀬）     | -                    | -                    |                                |
| 大分県   | 佐伯市               | 日田市               | 佐伯市               | 国東市               |                                |
| 大分県   | -                    | -                    | -                    | 姫島村（姫島）       |                                |
| 宮崎県   | 延岡市               | えびの市             | 串間市               | 延岡市               |                                |
| 鹿児島県 | 志布志市             | 南さつま市           | 南大隅町             | 伊佐市               |                                |
| 鹿児島県 | -                    | 与論町（与論島）     | 与論町（与論島）     | 長島町（獅子島）     |                                |
| 沖縄県   | 国頭村               | 那覇市               | 糸満市               | 国頭村               | 沖縄本島内                     |
| 沖縄県   | 北大東村（北大東島） | 与那国町（与那国島） | 竹富町（波照間島）   | 久米島町（硫黄鳥島） | 離島を含む端                   |

## 政令指定都市の東西南北端の区
各政令指定都市の行政区および東京23区の特別区を記述。ただし端が内陸部以外で別の区に位置する場合は併記する。
| 自治体     | 最東端                                  | 最西端 | 最南端                        | 最北端                          |
| ---------- | --------------------------------------- | ------ | ----------------------------- | ------------------------------- |
| 札幌市     | 厚別区                                  | 南区   | 南区                          | 北区                            |
| 仙台市     | 宮城野区                                | 太白区 | 若林区                        | 青葉区                          |
| さいたま市 | 岩槻区                                  | 西区   | 南区                          | 岩槻区                          |
| 千葉市     | 緑区                                    | 美浜区 | 緑区                          | 花見川区                        |
| 東京都区部 | 江戸川区                                | 練馬区 | 大田区                        | 足立区                          |
| 川崎市     | 川崎区                                  | 麻生区 | 川崎区                        | 多摩区                          |
| 横浜市     | 鶴見区                                  | 瀬谷区 | 金沢区                        | 青葉区                          |
| 相模原市   | 南区                                    | 緑区   | 緑区                          | 緑区                            |
| 新潟市     | 北区                                    | 西蒲区 | 南区                          | 北区                            |
| 静岡市     | 清水区                                  | 葵区   | 駿河区                        | 葵区                            |
| 浜松市     | 天竜区                                  | 浜名区 | 中央区                        | 天竜区                          |
| 名古屋市   | 守山区                                  | 港区   | 港区                          | 守山区                          |
| 京都市     | 伏見区                                  | 右京区 | 伏見区                        | 左京区                          |
| 大阪市     | 鶴見区                                  | 此花区 | 住吉区                        | 東淀川区                        |
| 堺市       | 美原区                                  | 西区   | 南区                          | 堺区                            |
| 神戸市     | 東灘区                                  | 西区   | 垂水区                        | 北区                            |
| 岡山市     | 東区                                    | 北区   | 南区                          | 北区                            |
| 広島市     | 安佐北区                                | 佐伯区 | 南区（似島） 安芸区（内陸部） | 安佐北区                        |
| 北九州市   | 小倉南区（北九州空港） 門司区（内陸部） | 若松区 | 小倉南区                      | 若松区（男島） 門司区（内陸部） |
| 福岡市     | 東区                                    | 西区   | 早良区                        | 西区（小呂島） 東区（内陸部）   |
| 熊本市     | 東区                                    | 西区   | 南区                          | 北区                            |

## その他の定義によるもの
- 本土（北海道、本州、四国、九州の4島とした場合）と橋・トンネルにより繋がる島嶼であって、本土の東西南北端よりも外側にあるもの。
  - 西端：宮ノ浦（長崎県平戸市 北緯33度10分56秒 東経129度20分57秒 / 北緯33.18222度 東経129.34917度） - 1977年に平戸大橋が開通。神崎鼻（長崎県佐世保市 北緯33度12分51秒 東経129度33分17秒 / 北緯33.21417度 東経129.55472度）より西に位置する。
- 本土各島（北海道、本州、四国、九州、沖縄本島の5島）と橋・トンネルにより繋がる島嶼であって、本土各島の東西南北端よりも外側にあるもの。

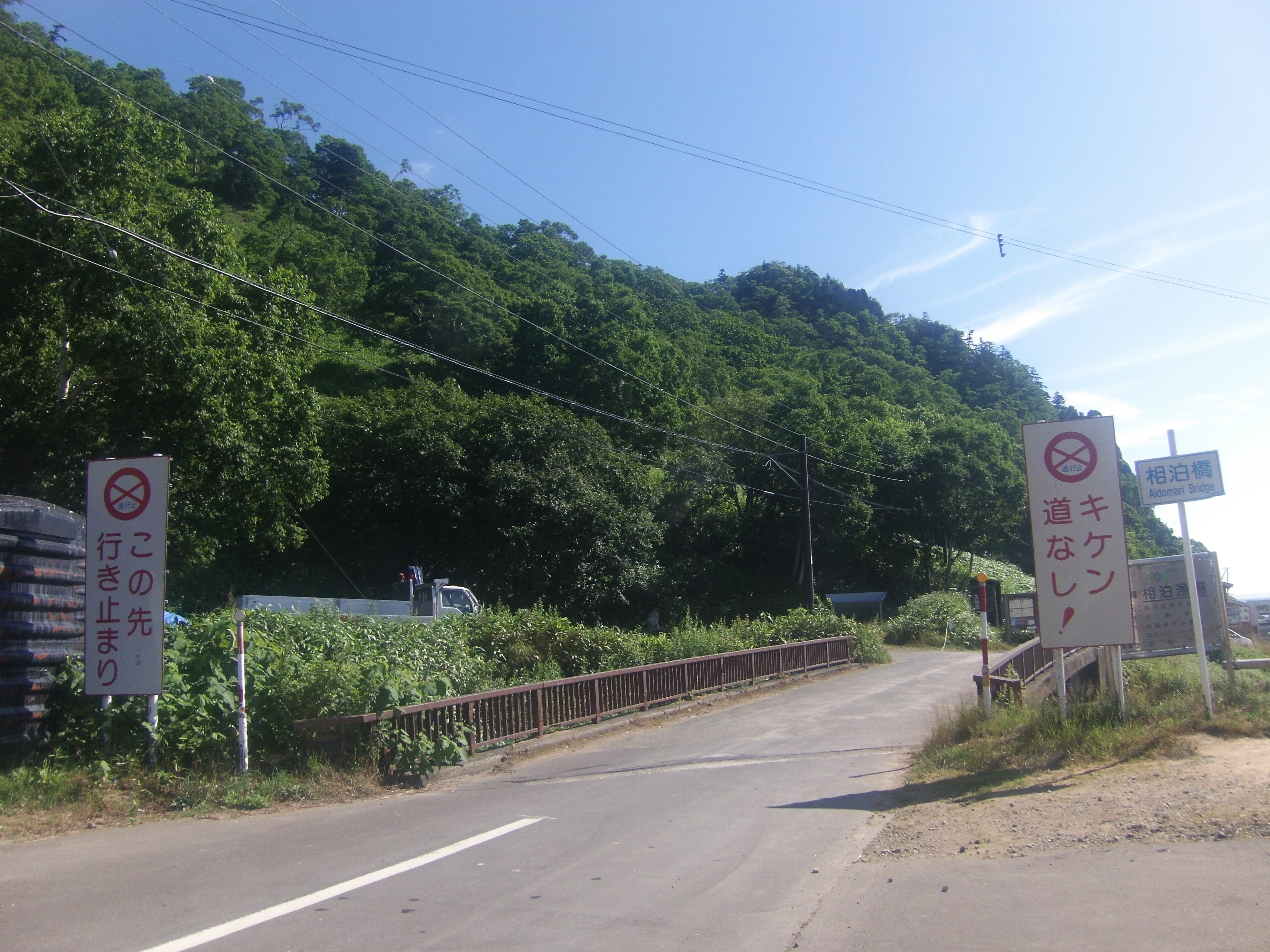
相泊橋

- - 北海道
    - その他：相泊橋（北海道目梨郡羅臼町）

公道の日本最北東端。付近に「日本最北東端の碑」も。
  - 本州
    - 西端：角島（山口県下関市） - 2000年に角島大橋が開通。

  - 四国
    - 北端：櫃石島（香川県坂出市） - 本州四国連絡道路 児島・坂出ルート

  - 九州
    - 西端：宮ノ浦（長崎県平戸市 北緯33度10分56秒 東経129度20分57秒 / 北緯33.18222度 東経129.34917度）
    - その他
      - 棹崎公園（長崎県対馬市）

「日本最北西端の碑」を設けている。ただし、『北東から南西にかけて斜め45度に引いた対角線上においての最北西端』と定義した場合、北海道礼文郡礼文町のスコトン岬一帯が最北西端となる。また、大韓民国に実効支配されている竹島も、棹崎公園より"北西"に位置する。よって、棹崎公園は、『本土から距離があり、一般的な交通手段で国内より到達可能な場所』としての最北西端であることを留意する必要がある。
      - 川尻岬（山口県長門市）

「本州最北西端」の碑を設けている。
- 南東端は東端（南鳥島）と、南西端は西端（西崎）と同じ。